# Wigalois

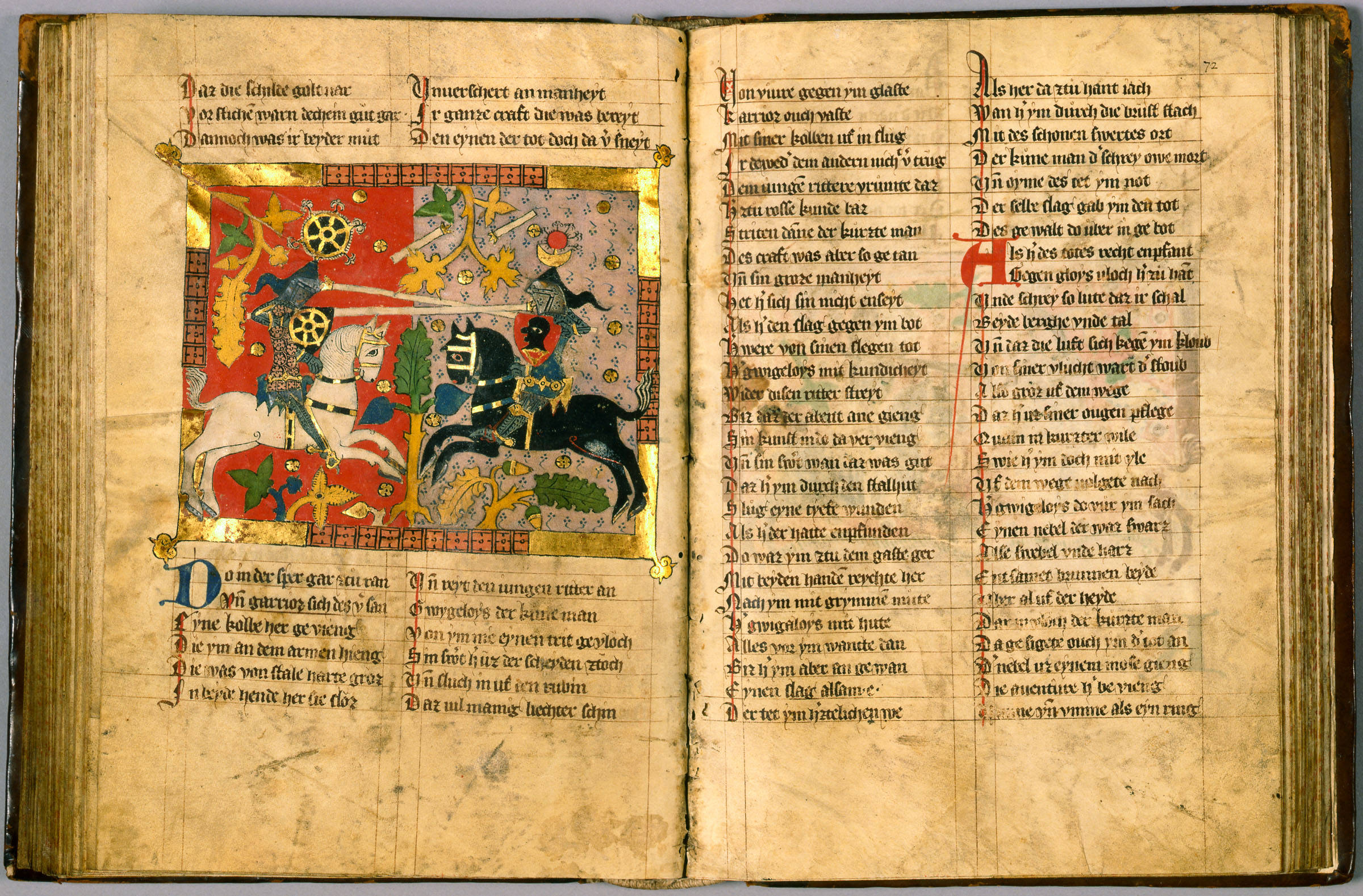
Auszug aus der Handschrift B (Niedersachsen, 1372; heute Leiden, UB, LTK 537)

Der Wigalois des Wirnt von Grafenberg ist ein höfischer Versroman in mittelhochdeutscher Sprache, der zur literarischen Reihe der Artusromane gezählt wird. Wigalois, der Titelheld des Romans, ist Ritter der berühmten Tafelrunde des Königs Artus und Sohn des arthurischen Musterritters Gawein. Das zwischen 1210 und 1220 entstandene Werk erfreute sich im Mittelalter enormer Beliebtheit und wurde noch bis in die frühe Neuzeit als Volksbuchfassung rezipiert.

## Entstehung

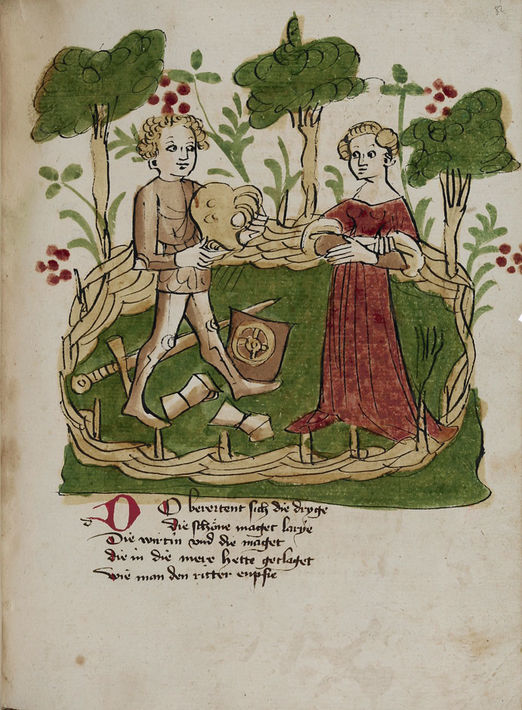
Wigalois legt seine Rüstung ab (Karlsruhe, BLB, Cod. Don. 71, fol. 82r)

Eine Entstehung des Wigalois-Romans im ersten Drittel des 13. Jahrhunderts (um 1210/15, spätestens aber 1220) gilt heute als weitgehend gesichert. Für diese Datierung sprechen einerseits die frühesten überlieferten Textzeugen des Werkes, die eine spätere Entstehung ausschließen würden; andererseits kann die Datierung der Artusromane des Hartmann von Aue und des Wolfram von Eschenbach auch für die zeitliche Verortung des Wigalois herangezogen werden: Diese Texte werden im Wigalois bereits erwähnt – das bedeutet, dass der Wigalois erst nach deren Entstehung bzw. Verbreitung entstanden sein kann.
Über den Autor Wirnt von Grafenberg ist wenig bekannt. Alle biographischen Informationen beruhen auf Hinweisen im Wigalois, Wirnts einzigem überlieferten Werk, und auf einigen Erwähnungen in anderen zeitgenössischen Texten. Demnach ist eine Herkunft Wirnts aus der heutigen Stadt Gräfenberg nordöstlich von Nürnberg wahrscheinlich; darauf deuten auch Sprache und Lautstand des Wigalois hin. Möglicherweise war Wirnt Mitglied einer Ministerialenfamilie aus diesem Ort oder der unmittelbaren Umgebung. Über seine Ausbildung ist nichts bekannt; allerdings spricht einiges dafür, dass der Dichter in einer Klosterschule theologisches Wissen und Fremdsprachenkenntnisse erworben hat.
Auch zu Wirnts Auftraggeber existieren keine expliziten Angaben im Text oder außerhalb davon. So wurde und wird die Gönnerfrage in der Forschung äußerst kontrovers diskutiert. In Erwägung gezogen wurden u. a. die Fürsten von Andechs-Meranien (traditionelle Forschung), die Zollern als Burggrafen von Nürnberg (Volker Mertens) und jüngst auch der Stauferhof mit seinen weit reichenden dynastischen Verbindungen (Seelbach/Seelbach). Aufgrund der Gesamtanlage des Textes und zahlreicher intertextueller Bezüge lässt sich davon ausgehen, dass Wirnt für ein literaturkundiges höfisches Publikum dichtete und gezielt die für diese Gesellschaftsgruppe spezifischen Interessen bediente.

## Handschriftliche Überlieferung
Wirnts Wigalois ist mit 38 vollständigen und fragmentarischen Handschriften aus dem 13. bis späten 15. Jahrhundert vergleichsweise reich überliefert (zum Vergleich: Iwein 32 Handschriften; Parzival 82 Handschriften). Die ältesten davon sind zwei (unvollständige) Handschriften aus der Zeit um 1220–30, die in bairischer Schreibsprache verfasst sind. Eine besondere Bedeutung kommt den beiden einzigen bebilderten Handschriften zu, die überliefert sind: Der Handschrift B (Amelungsborn, 1372, heute in Leiden, UB, LTK 537), die mit 47 Miniaturen zum Text ausgestattet ist, und der Handschrift k (Hagenau, 1420–1430, früher Hofbibliothek Donaueschingen, seit 2018 Badische Landesbibliothek) aus der Werkstatt, die später als Diebold Lauber-Werkstatt bekannt wurde, mit 31 Bildern. Die breite und lang andauernde Überlieferung zeugt von der enormen Beliebtheit des Wigalois beim höfischen Publikum der Zeit.
Die folgende tabellarische Übersicht der heute bekannten Handschriften (ohne Fragmente) beruht, wo nicht anders vermerkt, auf den Beschreibungen im fortlaufend aktualisierten Handschriftencensus.
| Aufbewahrungsort                                             | Beschreibung                 | Sigle | Datierung          | Provenienz | Online                           |
| ------------------------------------------------------------ | ---------------------------- | ----- | ------------------ | --- | -------------------------------- |
| Köln, Historisches Archiv der Stadt, Best. 7020 (W*) 6       | Texthandschrift, Papier      | A     | 1. Hälfte 13. Jh.  | | Digitalisat des Mikrofilms (s/w) |
| Bremen, Staats- und Universitätsbibliothek, msb 0042         | Texthandschrift, Papier      | L     | 1356               | | Digitalisat                      |
| Stuttgart, Württembergische Landesbibliothek, Cod. HB XIII 5 | Texthandschrift, Papier      | C     | um 1360–1370       | | Digitalisat                      |
| Leiden, Universitätsbibliothek, LTK 537                      | Bilderhandschrift, Pergament | B     | 1372               | 1. Kloster Amelungsborn 2. Albrecht I. von Braunschweig-Grubenhagen 3. Cyriacus Spangenberg 4. Grafen von Mansfeld 5. Alexander Wiltheim 6. Zacharias Henric Alewijn (bis 1789) 7. Maatschappij der Nederlandse Letterkunde | Digitalisat                      |
| Karlsruhe, Badische Landesbibliothek, Cod. Don. 71           | Bilderhandschrift, Papier    | k     | um 1420            | 1. Donaueschingen, Fürstlich-Fürstenbergische Hofbibliothek, Cod. 71 2. Hamburg/Basel, Privatbesitz Jörn Günther 3. Ramsen (Schweiz), Privatbesitz Heribert Tenschert (bis Ende 2018)                                       | Digitalisat                      |
| Schwerin, Landesbibliothek, ohne Signatur                    | Texthandschrift, Papier      | l     | 1435–1440          | | Digitalisat                      |
| Hamburg, Staats- und Universitätsbibliothek, Cod. germ. 6    | Texthandschrift, Papier      | N     | 1451               | | Digitalisat                      |
| Dresden, SLUB, Mscr. M 219                                   | Texthandschrift, Papier      | U     | um 1460            | | Digitalisat                      |
| London, British Library, MS Add. 19554                       | Texthandschrift, Papier      | Z     | 1468               | |                                  |
| Wien, Österreichische Nationalbibliothek, Cod. 2970          | Texthandschrift, Papier      | M     | 2. Hälfte 15. Jh.  | Wien, St. Dorothea, Augustiner Chorherrenstift (Madas) | Digitalisat                      |
| Křivoklát (Tschechien), Schlossbibliothek, Cod. I b 18       | Texthandschrift, Papier      | V     | 1481               | 1. Donaueschingen, Fürstlich-Fürstenbergische Hofbibl., Cod. I b 18 2. Prag, Nationalmuseum, Cod. I b 18 |                                  |
| Berlin, Staatsbibliothek, mgo 483                            | Texthandschrift, Papier      | W     | 4. Viertel 15. Jh. | Cheltenham, Bibl. Phillippica, Ms. 16413 |                                  |
| Wien, Österreichische Nationalbibliothek, Cod. 2881          | Texthandschrift, Papier      | S     | 15./16. Jh.        | |                                  |

## Handlung und Aufbau

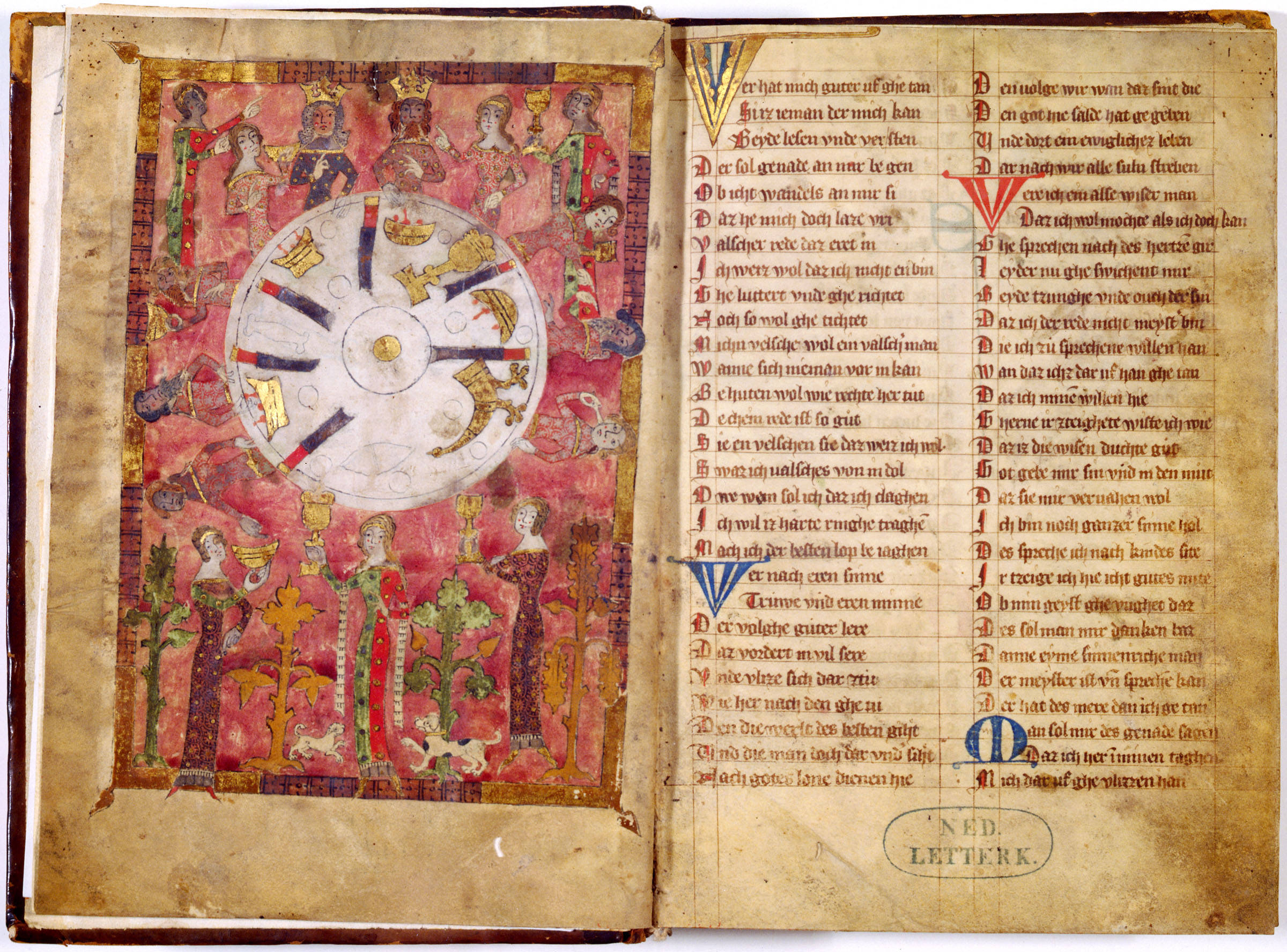
Erste Seite der Handschrift B (Leiden; 1337) mit dem Prolog und einer Abbildung der Tafelrunde von König Artus

### Prolog
In einigen – jedoch nicht allen – Überlieferungen des Wigalois ist ein Prolog enthalten, in welchem der Leser angesprochen wird. Der Autor bittet dabei um Nachsicht mit dem Werk und dass der Leser für ihn als Anfänger den guten Willen höher als bei einem „kunsterfahrenen […] Meister“ anrechnen solle.
Die ersten 13 der 144 zum Prolog gehörenden Verse sind:
Mittelhochdeutsch:

Wer hât mich guoter ûf getân?

sî ez iemen der mich kan

beidiu lesen und verstên,

der sol genâde an mir begên,

ob iht wandels an mir sî,

daz er mich doch lâze vrî

valscher rede: daz êret in.

ich weiz wol daz ich niene bin

geliutert und gerihtet

noch sô wol getihtet

michn velsche lîhte ein valscher man,

wan sich niemen vor in kan

behüeten wol, swie rehte er tuot.
Übersetzung nach Seelbach/Seelbach:

Welch vortrefflicher Mensch hat mich aufgeschlagen?

Wenn es jemand ist, der mich

lesen und verstehen kann,

dann möge er mich – auch wenn es etwas

an mir zu tadeln gibt – freundlich behandeln

und mich mit übler Nachrede

verschonen: dies wird ihn ehren.

Ich weiß sehr gut, daß ich gar nicht

bereinigt und begradigt

und auch nicht so gut geschrieben bin,

so daß mich ein Lästerer leicht verleumden kann;

denn niemand kann sich vor ihnen

recht schützen, wie kunstgerecht auch immer er schreibt.

### Erzählblöcke
Die Handlung des Wigalois lässt sich nach Schiewer (1993) in vier größere Erzählblöcke untergliedern:
Der erste Erzählblock berichtet von der Elterngeschichte des Protagonisten, von seinem Aufbruch zur Vatersuche und schließlich von seiner Ankunft und Ausbildung am Artushof. Eine Quelle lässt sich nicht nachweisen, doch finden sich ähnliche Erzählmuster z. B. auch in Wolframs Parzival oder in Hartmanns Gregorius: Wigalois’ Vater ist der arthurische Musterritter Gawein, der im Feenreich des Königs Joram dessen Nichte Florie heiratet. Gawein verlässt seine schwangere Frau bald, um an den Artushof zurückzukehren. So wächst Wigalois vaterlos auf. Als junger Erwachsener bricht er auf, um den ihm unbekannten Vater zu suchen und sich als Ritter zu bewähren. Rasch gelangt auch er an den Artushof, wo er von Gawein höfisch erzogen wird, ohne dass Vater und Sohn ihre Verwandtschaft erkennen. Schließlich empfängt Wigalois in einer feierlichen Zeremonie die Schwertleite. Als die Botin Nereja am Artushof erscheint und Hilfe für ihre Herrin Larie erbittet, bittet Wigalois wiederum den König ihn mit dieser Aventiure zu beauftragen. Wigalois wird die Bitte gewährt und er eilt der erzürnten Nereja nach, welche lieber einen erfahrenen Ritter berufen hätte.
Ein zweiter Erzählblock schildert eine Reihe von Bewährungsaventiuren, die der Held in Nerejas Begleitung auf dem Weg nach Roimunt, wo sich Larie aufhält, zu bestehen hat. Wigalois besiegt und tötet in dieser Erzählsequenz zunächst einen ungastlichen Wirt; darauf folgt eine Helfe-Aventiure für eine Dame des Artushofs, die von Wigalois aus der Hand zweier Riesen befreit wird; anschließend fängt der Held ein Hündchen, schenkt es der Botin und tötet dessen Besitzer. Dann schließt sich der umfangreichste Teil innerhalb des Erzählblocks an: Im Auftrag der um einen Schönheitspreis betrogenen Prinzessin Elamie von Persien siegt Wigalois in einem Gerichtskampf über den roten Ritter Hoyer von Mansfeld. Schließlich besiegt der Held einen Konkurrenten, König Schaffilun, der sich ebenfalls um die große Hauptaventiure von Korntin bemüht.
Der dritte und längste Erzählblock führt den Helden dann in ein dämonisches Jenseitsreich: Wigalois, der sich als qualifiziert erwiesen hat, soll nun das Reich Korntin aus den Fängen des heidnischen Usurpators Roaz befreien und es für Larie als rechtmäßige Königin zurückgewinnen. Gelingt ihm der Sieg, ist ihm Laries Hand versprochen. Die Hauptaventiure weist eine deutlich heilsgeschichtlich-religiöse Signatur auf; Wigalois erscheint hier als Erlöser im Kampf gegen das Unchristliche, Böse. Die geschilderte Szenerie erinnert von Beginn an stark an die geschichtstheologische Argumentation in den zeitgenössischen Kreuzzugspredigten. Wigalois wird bei seinem Eintritt in die Jenseitswelt mit Zauberwaffen ausgestattet, befreit das Reich zunächst von einem grausamen Drachen namens Pfetan und kämpft schließlich gegen Roaz, den er besiegt. Somit ist Korntin am Ende des Erzählblocks wieder ein freies Land.
Der vierte und letzte Erzählblock folgt dem Erzählmuster der Chanson de geste und mutet aufgrund politischer und geographischer Anspielungen insgesamt sehr realhistorisch an. Ausgangspunkt sind die Hochzeits- und Krönungsfeierlichkeiten von Wigalois und Larie. Dort erscheint ein Herold, der von der Tötung eines Hochzeitsgastes bei Namur berichtet. Kurzerhand unternimmt Wigalois als neuer Herrscher einen Feldzug gegen König Lion von Namur. Nach dem Sieg übergibt der Held die Stadt einem Gefolgsmann als Statthalter. Anschließend statten Wigalois und Larie dem Artushof einen Besuch ab. Dann kehren sie in ihr Reich zurück, wo Larie einen Sohn zur Welt bringt: Lifort Gawanides, der später wie Vater und Großvater ein berühmter Held wird (ein entsprechender Fortsetzungsroman, dessen Abfassung Wirnt ankündigt, aber einem anderen Dichter überlassen will, ist allerdings nicht überliefert).